# Gora Pobedy
Gora Pobedy (Transkription von russisch Гора Победы Gora Pobedy, deutsch ‚Siegesberg‘) ist ein Nunatak im ostantarktischen Mac-Robertson-Land. In der Aramis Range der Prince Charles Mountains ragt er südöstlich des Murray Dome auf.
Russische Wissenschaftler benannten ihn. Der weitere Benennungshintergrund ist nicht überliefert.